# René Pérez Joglar

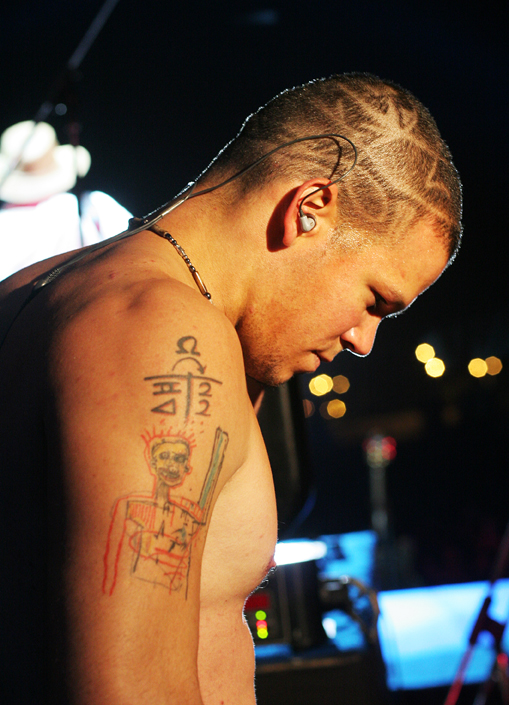
"Residente" De Calle 13

René Pérez Joglar (conegut com a Residente; Hato Rey, 23 de febrer de 1978) és un raper, escriptor i productor porto-riqueny, defensor de la independència de Puerto Rico. És fundador del grup de rap Calle 13, el qual també inclou els seus germans Ileana Cabra «ILE» i Eduardo Cabra Martínez «Visitante», amb qui ha guanyat 24 premis Grammy Llatins; sent l'artista llatí que ha guanyat més premis Grammy. És el representant de campanyes per la infància de les Nacions Unides i Amnistia Internacional. Ha defensat fermament l'educació dins Amèrica Llatina i els drets dels nadius. El 2009 va insultar el governador de Puerto Rico per eliminar més de 30.000 empleats públics. El novembre de 2015, Residente va rebre un premi de reconeixement a Barcelona a causa del seu compromís per la conscienciació social i per promoure la pau.

## Biografia
René Pérez Joglar va néixer a Hato Rey, un barri dins de l'àrea de San Juan. Fill de Flor Joglar de García, una actriu porto-riquenya pertanyent a la companyia de teatre «Teatro del 60» que com a estudiant va pertànyer a la Juventud Independista Universitaria o JIU; i de Reinaldo Pérez Ramírez, un advocat laboralista, músic i escriptor. Va estudiar en l'Escuela Libre de Música  i als 17 anys, juntament amb Louis García, trombonista i arranjador, van fundar la banda, Latin Tempo. Reinaldo va estudiar Ciències Polítiques i Dret en la Universitat de Puerto Rico amb la idea de contribuir a la independència de Puerto Rico.
René va créixer en una família de classe mitjana a Trujillo Alto amb els seus germans i mare. Va estar envoltat per art, música i esports des de petit. Va aprendre ell mateix a tocar la guitarra i va fer classes de saxofon i de tambor. Als 12 anys, va formar part de la banda escolar com a bateria. Des de jove, el seu interès per dibuixar i la música fou evident, però el beisbol fou sempre la seva passió, un esport que va practicar durant molts anys fins que va acabar l'institut. Quan va acabar l'escola, va ser admès a l'Escuela de Artes Plásticas de San Juan, Puerto Rico, on va obtenir el seu grau en Belles Arts. Va guanyar una beca i va ser transferit a la Savannah College of Art and Design (SCAD), on va acabar els seus Masters en Belles Arts.
Mentre estudiava a Sabana, René va crear el seu àlies  "Residente Calle 13" per a tornar a viure algunes memòries de la seva infantesa i durant el seu temps lliure va començar a escriure poemes i cançons de rap. Quan va acabar els seus estudis va viatjar a Barcelona, amb el somni de poder treballar allà i on va realitzar cursos de cinema. Va fer una pel·lícula curta que va dirigir mentre era estudiant en el SCAD anomenada S=emp2 o sexo = energía x masa x placer2. El va presentar a Madrid i va guanyar segon lloc en un festival de cinema curt de pel·lícules independents.
Quan va retornar a Puerto Rico, va treballar en una varietat de projectes d'art. Va crear il·lustracions i animacions en 3D per a arquitectes. Va treballar com a editor de vídeo musical i va escriure a Vell San Juan. René va començar a escriure amb l'essència de la vida del boricua (porto-riqueny) i el seu argot. També va viure al barri de La Perla.
Tot i que moltes marques importants no van parar atenció a la seva música, René va continuar la seva recerca fin que White Lion Records va publicar la seva cançó Tengo Hambre.

## Discografia

### Calle 13
- 2005: Calle 13
- 2007: Residente o Visitante
- 2008: Los De Atrás Vienen Conmigo
- 2010: Entren Los Que Quieran
- 2014: Multi Viral

### Residente
- 2017: Residente[6]
- 2020: René

### Composicions
- 2006 – Solt (per Nelly Furtado)
- 2009 – Un viaje íntimo (per Mercedes Sosa)
- 2010 – Sale el Sol (per Shakira)

### Presentat dins
- 2016 - Immigrants (We Get the Job Done) de K'naan (de The Hamilton Mixtape)

## Filmografia
- 2006 – My Block: Puerto Rico (documentary), as himself.
- 2009 – Old Dogs, as a tattoo artist.
- 2009 – Mercedes Sosa, Cantora un viaje íntimo (documentary), as himself.
- 2009 – Calle 13: Sin Mapa (documentary), as himself.
- 2017 – Residente (documentary), director, as himself.